# Yefim Moiseyevich Fomin
Yefim Moiseyevich Fomin (tiếng Nga: Ефим Моисеевич Фомин; 15 tháng 1 năm 1909 - 26 tháng 6 năm 1941) là một sĩ quan chính trị Liên Xô. Ông được biết đến với vai trò của mình trong trận phòng thủ Pháo đài Brest năm 1941, trong đó quân Đức khi bắt được ông đã xử tử ngay lập tức.

## Cuộc đời và sự nghiệp
Fomin sinh ra trong một gia đình Do Thái nghèo (cha là thợ rèn, mẹ là thợ may) tại Kolyshki thuộc Tỉnh bang Vitebsk (Liozna Raion, Belarus ngày nay) vào năm 1909. Ông mồ côi cha mẹ từ nhỏ và được cô chú nuôi dưỡng và bắt đầu làm thợ học việc khi chỉ mới 12 tuổi. Một năm sau, ông được đưa vào nuôi dưỡng trong một trại trẻ mồ côi.
Năm 1924, Fomin gia nhập Komsomol khi mới 15 tuổi. Ông làm việc tại một nhà máy sản xuất giày ở Vitebsk và sau đó chuyển đến Pskov. Tại đây, ông được cử đi học tại trường Đảng để chuẩn bị cho con đường trở thành một cán bộ chính trị chuyên nghiệp. Năm 1930, khi đang học tại trường đảng, Fomin trở thành đảng viên Đảng Cộng sản Liên Xô ở tuổi 21. Khi trở về trường, ông được giao làm tuyên truyền viên của Đảng ủy thành phố Pskov.
Năm 1932, ông được điều động vào Hồng quân, trở thành một sĩ quan chính trị và bắt đầu cuộc sống quân ngũ: Pskov -Krym - Kharkiv - Moskva - Litva.
Tháng 8 năm 1938, Fomin được bổ nhiệm làm Chính ủy của sư đoàn súng trường số 23 (Kharkov). Tháng 9 năm 1939, ông cùng sư đoàn tham gia vào chiến dịch Ba Lan của Hồng quân. Mùa hè năm 1940, sư đoàn ông được điều động tiến vào lãnh thổ Latvia, đóng tại Daugavpils.
Tuy nhiên, tháng 3 năm 1941, ông bị giáng chức xuống giữ chức vụ Phó chỉ huy Trung đoàn súng trường 84 thuộc Sư đoàn súng trường số 6 đóng tại Brest, Belarus.
Ngày 21 tháng 6 năm 1941, Fomin dự định đến Daugavpils để đưa gia đình đến Brest, nhưng ông không lấy được vé tàu do có rất đông người ở nhà ga. Đến ngày 22 tháng 6, Fomin đang ở Pháo đài Brest, khi Wehrmacht bắt đầu cuộc chiến có mật danh Chiến dịch Barbarossa. Với tư cách là sĩ quan có cấp bậc cao nhất có mặt (tương đương cấp Đại tá), ông đã nắm quyền chỉ huy nhóm binh sĩ Liên Xô bảo vệ Cổng Kholm. Hai ngày sau, bộ chỉ huy phòng thủ pháo đài được thành lập, ông được bầu làm phó chỉ huy trưởng bộ tham mưu phòng thủ pháo đài.
Trận chiến giành pháo đài tiếp tục trong nhiều ngày. Fomin di chuyển đến phần phía bắc của pháo đài 'Đảo Trung tâm', nơi ông bị bắt vào ngày 26 tháng 6 năm 1941. Fomin được xác định là một chính ủy và một người Do Thái và do "Lệnh về các Chính ủy" của quân Đức, ông đã bị bắn ngay lập tức, có lẽ, gần Cổng Kholm.

## Vinh danh

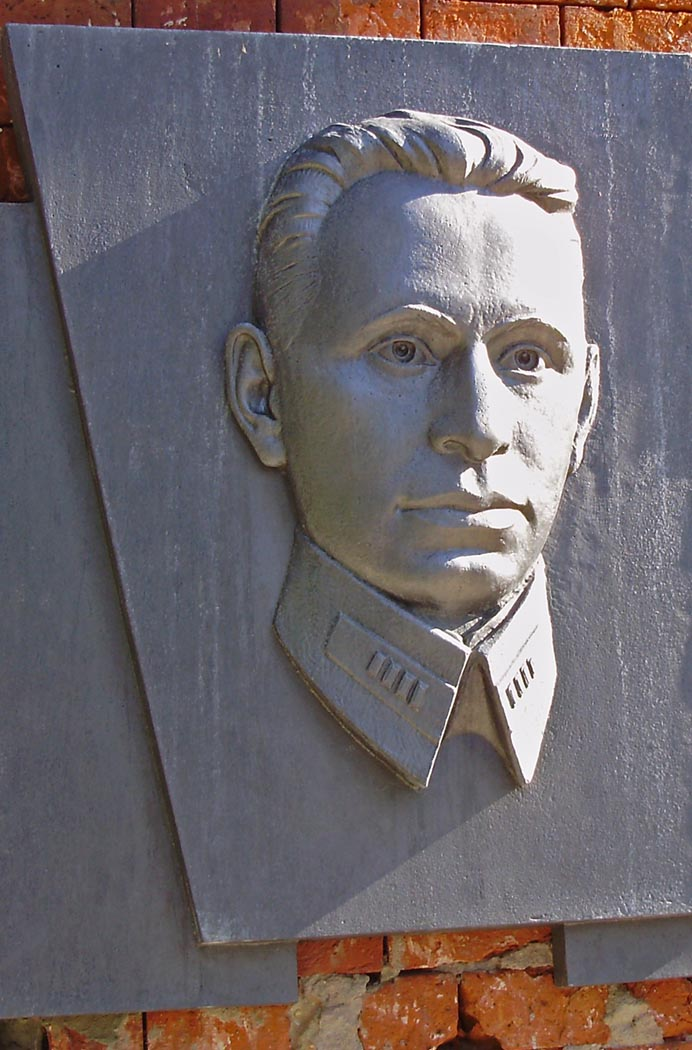
Bức phù điêu tưởng niệm Fomin ở phía bên trái mặt ngoài của Cổng Kholm ở Pháo đài Brest.

Ngày 3 tháng 1 năm 1957, theo Nghị định của Đoàn Chủ tịch Xô Viết tối cao Liên Xô, ông được truy tặng Huân chương Lenin vì vai trò của ông trong việc bảo vệ Pháo đài Brest.
Ngày 8 tháng 5 năm 1991, theo yêu cầu của các cựu chiến binh sư đoàn 23, Bộ trưởng Quốc phòng Liên Xô đã hủy bỏ lệnh năm 1941 về việc áp dụng một hình phạt không đáng có đối với Fomin và phục hồi chức vụ phó tư lệnh sư đoàn cho ông.